# Lijst van burgemeesters van Obbicht en Papenhoven
Dit is een lijst van burgemeesters van de voormalige Nederlandse gemeente Obbicht en Papenhoven tot die gemeente op 1 januari 1982 opging in de gemeente Born.
| Ambtsperiode | Naam burgemeester           | Partij of stroming | Bijzonderheden |
| ------------ | --------------------------- | ------------------ | --- |
| 1821 - 1830  | Jacob Beelaerts             |                    | heer van Obbicht en Papenhoven                                                                                              |
| 1832 - 1860  | W. Houben                   |                    | |
| 1861 - 1898  | J.H. Houben                 |                    | |
| 1898 - 1925  | Mathieu (C.J.M.) Vencken    |                    | |
| 1926 - 1941  | M.J.A.B.M. Koten            |                    | tevens burgemeester van Grevenbicht (1918-1941)                                                                             |
| 1941 - 1942  | J.H. Ruijpers               |                    | tevens burgemeester van Grevenbicht en Roosteren; eerder burgemeester van Schin op Geul                                     |
| 1942 - 1944  | J.H. Schreurs               | NSB                | waarnemend; tevens (waarnemend) burgemeester van Grevenbicht, Roosteren en Urmond                                           |
| 1944 - 1952  | M.J.A.B.M. Koten            |                    | tevens burgemeester van Grevenbicht                                                                                         |
| 1953 - 1966  | Louis (L.J.M.) Corten       |                    | tevens burgemeester van Grevenbicht; later burgemeester van Heer en Meerssen                                                |
| 1966 - 1972  | Theo (Th.J.W.) van Hinsberg |                    | tevens burgemeester van Grevenbicht; eerder burgemeester van Nieuwstadt                                                     |
| 1972         | Frans (F.A.) Corten         | KVP                | waarnemend; tevens burgemeester van Limbricht en waarnemend burgemeester van Grevenbicht, later burgemeester van Nieuwstadt |
| 1972 - 1982  | Frans (F.I.J.) Loefen       | KVP / CDA          | tot 1973 waarnemend; tevens (waarnemend) burgemeester van Grevenbicht, later burgemeester van Schinnen                      |